# برنارد أ. فريدمان
برنارد أ. فريدمان (بالإنجليزية: Bernard A. Friedman)‏ هو قاضي ومحامي أمريكي، ولد في 23 سبتمبر 1943 في ديترويت في الولايات المتحدة.